# 怀卡托区

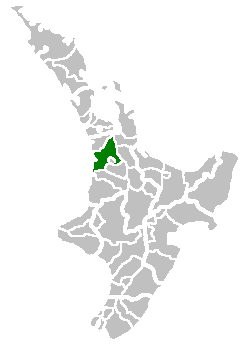

怀卡托区是新西兰怀卡托大区的一个区，位于新西兰北岛中部。总面积3188.89平方公里（1231.24平方英里），总人口43959。 行政中心位于纳鲁阿瓦希亚。其他城镇有亨特利、拉格伦、帝卡霍达等。